# 鹿児島交通観光バス

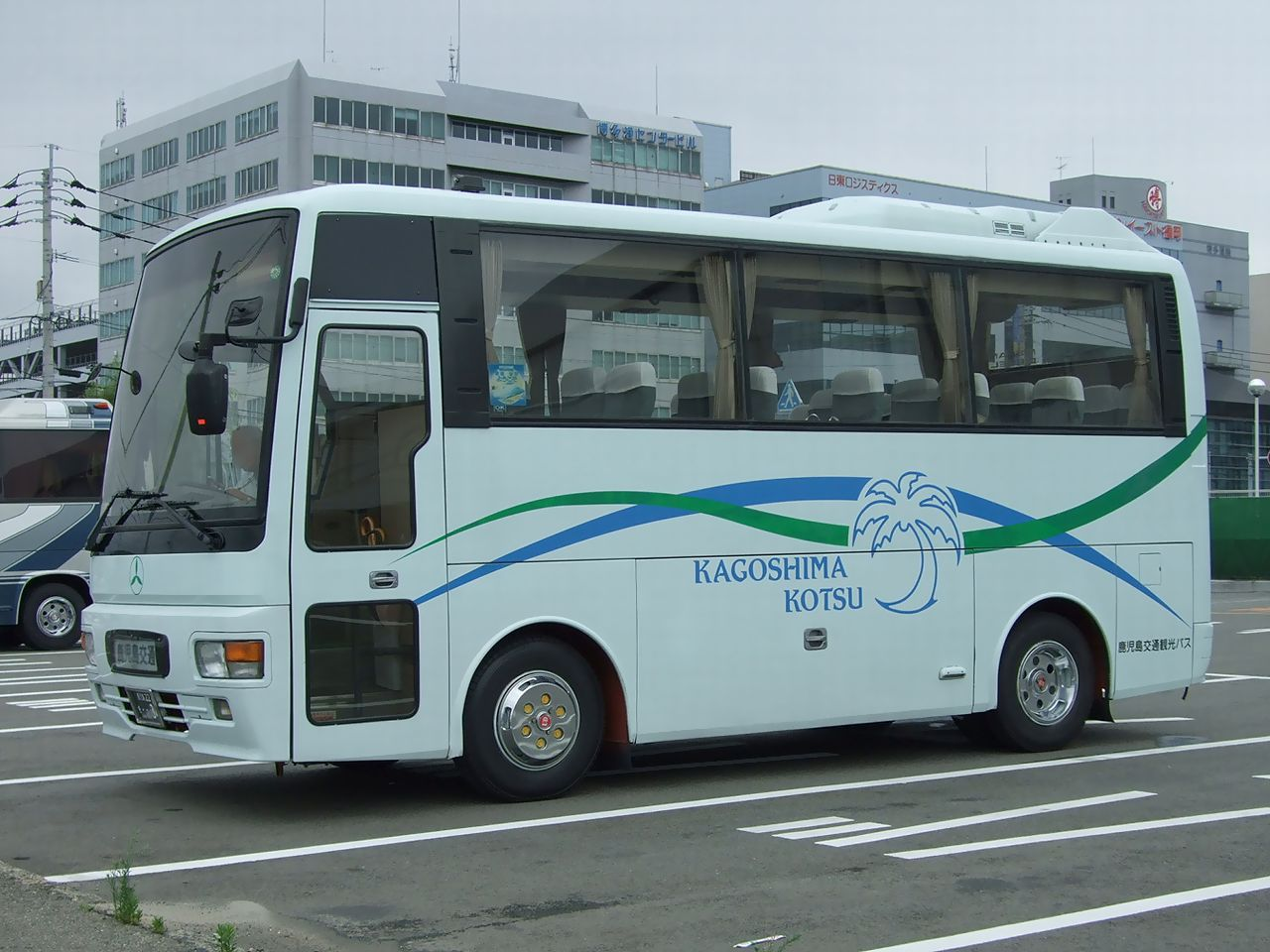
小型貸切車

鹿児島交通観光バス（かごしまこうつうかんこうバス）は、鹿児島県鹿児島市に本社を置く貸切バス専業の事業者である。鹿児島県の薩摩、大隅、種子島、屋久島などの交通・観光事業者各社とともに「いわさきグループ」を構成している。
2006年9月1日から一部の貸切バスが、解散した南九州バスネットワークから移管した。また、2007年4月頃より高速バス（桜島号）も担当している。過去においては、2011年3月より「新幹線リレーバス」新八代 - 都城線も担当していた。後者は起終点とも鹿児島県外となる路線であった。

## 事業所
- 本社：鹿児島県鹿児島市鴨池新町12-12 第2岩崎ビル4階
- 鹿児島営業所：鹿児島市浜町120-8（鹿児島交通鹿児島営業所が併設している)
- 都城営業所：宮崎県都城市吉尾町6206-1（鹿児島交通都城営業所に併設）

## 新幹線リレーバス（廃止）

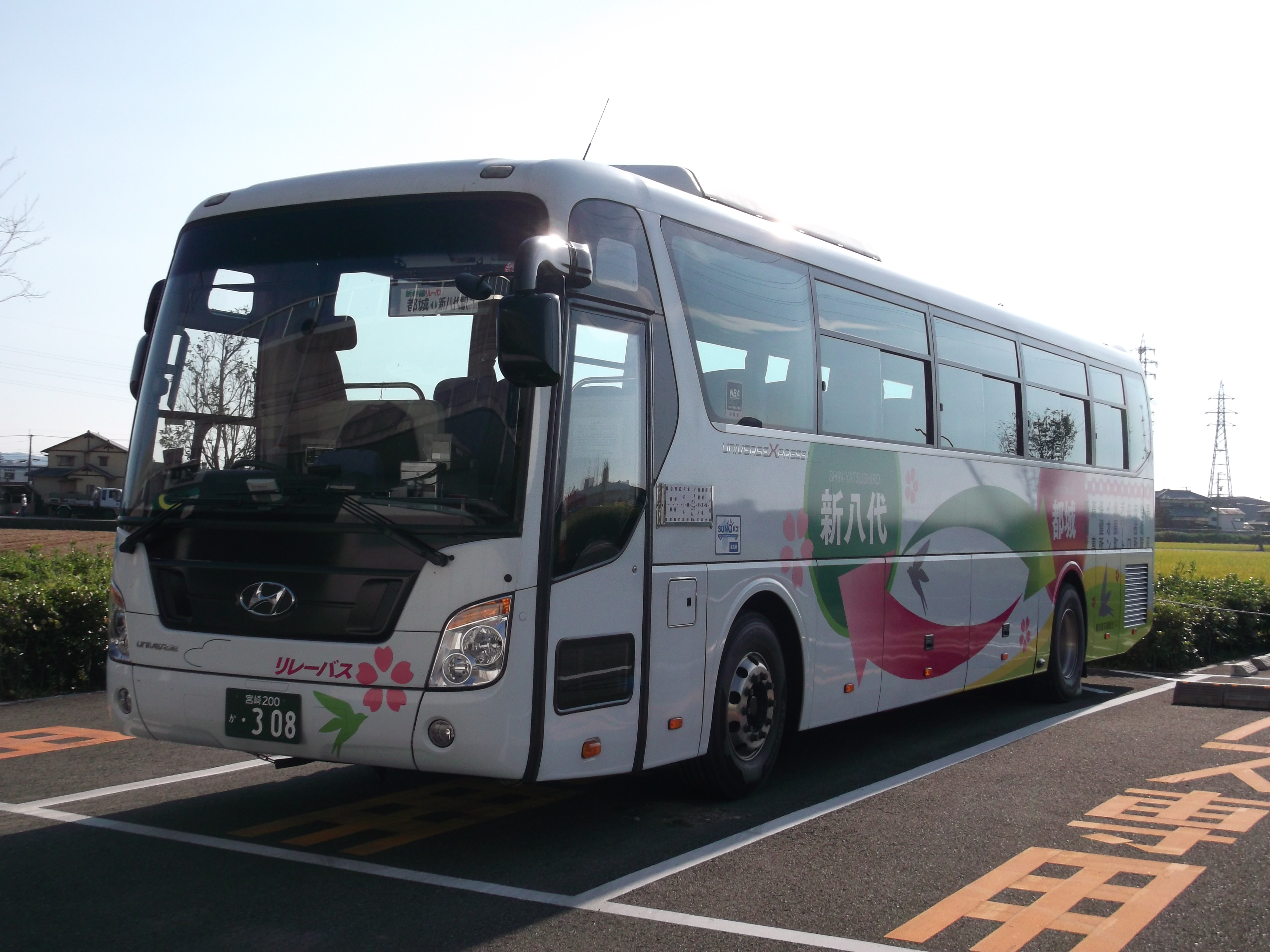
新幹線リレーバス（新八代駅周辺）

新幹線リレーバス（しんかんせん - ）は宮崎県都城市と熊本県八代市の新八代駅とを結んでいた路線。
九州新幹線全線開業に合わせ2011年3月12日より運行開始したが、2012年9月30日の運行を以て終了となった。

### 運行経路
蓑原 - 自衛隊前 - （都城）市役所前 - 広口 - デパート前 - 北原町 - イオンモールミエル前 - 保健所入口 - 都城高専前 - 都城北 - 新八代駅（東口）
- 蓑原～都城高専前間ではクローズド・ドアが行われており、新八代行は乗車のみ、都城行は降車のみの取扱であった。都城北は乗降共に取り扱っていた。

### 担当営業所・運行本数・所要時間・その他

#### 運行担当
- 鹿児島交通観光バス都城営業所（運転業務は三州自動車(当時)の乗務員が担当した）

#### 運行本数・所要時間
- 1日8往復

所要時間
- 蓑原 - 新八代駅：約1時間53分
- イオンモールミエル前 - 新八代駅：約1時間39分

#### 使用車両
いずれも4列シート（44人乗り）・トイレなし
- ヒュンダイユニバース
- 三菱エアロバス　　他

#### 備考
本路線は座席定員（乗車順番）制で予約不要。支払いは現金の他、SUNQパスが全九州版のみ使用出来た。この他、いわさきICカードも使用可だった（宮崎交通発行の宮交バスカは使用出来ない）。

## 関連会社
いわさきグループ各社

### バス事業者
- 鹿児島交通
- 三州自動車
- いわさきバスネットワーク
- 種子島・屋久島交通
- 奄美岩崎産業 （元奄美交通）

### 船舶事業者
- 鹿児島商船
- 垂水フェリー